# Stadtbibliothek Brilon
Die Stadtbibliothek Brilon ist eine Stadtbücherei an der Gartenstraße 13 in Brilon. Sie wurde 1979 gegründet. Im Jahre 2010 verzeichnete man 160.391 Ausleihen, 2015 waren es 141.908, davon 11,2 % E-Books.
Seit dem Frühjahr 2015 ist die Bibliothek Mitglied im zdi Netzwerk Bildungsregion Hochsauerlandkreis zur Förderung der MINT-Fächer. Außerdem kooperiert sie unter anderem mit dem Goethe-Institut in München und den Regionalinstituten Zagreb und Prag sowie seit 2015 mit der Bibliothekszentrale Groningen. Im Januar 2016 zog das Informations- und Beratungszentrum der Fernuniversität Hagen in die Räumlichkeiten der Stadtbibliothek ein.
Mit dem Schuljahr 2015/2016 wurde ein Lieferservice „Medien mobil“ eingeführt, wo in Zusammenarbeit mit der Ratmerstein-Grundschule Lehrer Medienkisten bestellen können.